# Xã Easley, Quận Macon, Missouri
Xã Easley (tiếng Anh: Easley Township) là một xã thuộc quận Macon, tiểu bang Missouri, Hoa Kỳ. Năm 2010, dân số của xã này là 180 người.